# Dichaeta
Dichaeta is een vliegengeslacht uit de familie van de oevervliegen (Ephydridae).

## Soorten
- D. caudata (Fallen, 1813)